# Ducado de Bucovina
El Ducado de Bucovina era, desde 1849, uno de los estados del Imperio austríaco y después uno de los estados de Cisleitania, parte del Imperio austrohúngaro desde 1867 hasta su desaparición en 1918.

## Nombre
El nombre Bucovina comenzó a utilizarse de forma oficial en 1775 con la anexión de la región del Principado de Moldavia a las posesiones del Monarquía austríaca (convertida en Imperio austríaco en 1804, y posteriormente en Austria-Hungría en 1867).

## Historia
Después de la Invasión mongola de Europa, la Bucovina desde el siglo XIV había sido parte de Moldavia, con Suceava siendo la capital de 1388 a 1565. En el siglo XVI, Moldavia cayó bajo control Otomano, pero todavía conservando su autonomía. Durante el inicio del siglo XVIII, Moldavia se convirtió en el objetivo del Imperio ruso en su expansión hacia el sur, comenzada por el zar Pedro el Grande durante la Campaña del río Pruth en 1710-11. En 1769, durante la guerra ruso-turca de 1768-74, Moldavia fue ocupada por tropas rusas.

### Control austríaco

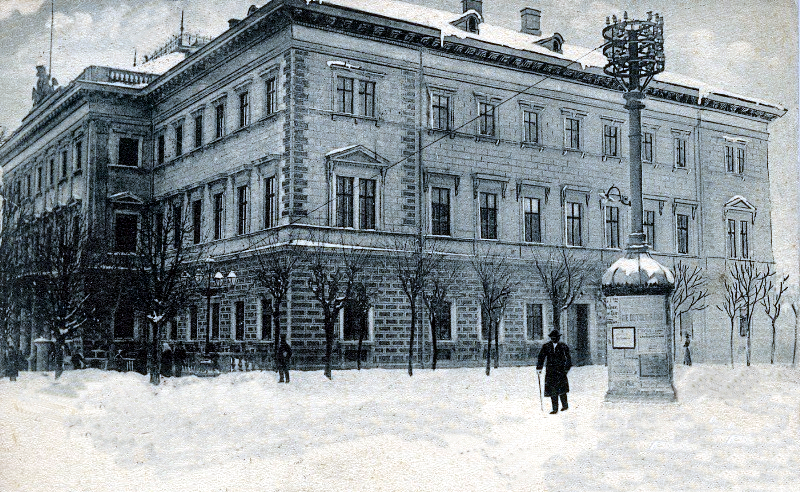
Czernovitz: Sede del gobierno provincial de Bucovina, circa 1900.

Tras la Primera Partición de Polonia en 1772, la monarquía de los Habsburgo había intentado encontrar un paso del Principado de Transilvania al recientemente adquirido Reino de Galicia y Lodomeria. Tras la firma del tratado ruso-turco de Küçük Kaynarca en julio de 1774, los austríacos comenzaron las negociaciones con la Sublime Puerta en octubre y finalmente pudiendo obtener un territorio cedido de aproximadamente 10 000 kilómetros cuadrados (ca. 4000 millas cuadradas) que denominaron Bukowina, el cual fue formalmente anexionado en enero de 1775. El 2 de julio de 1776, en Palamutka, austríacos y otomanos firmaron una convención de frontera, por la que Austria devuelve 59 pueblos anteriormente ocupados, y conservando 278 pueblos. Por oponerse y protestar a la anexión de la parte noroccidental de Moldavia por el imperio de los Habsburgo, el príncipe Grigore III Ghica fue asesinado por los Otomanos el 12 de octubre de 1777.
Bucovina al principio fue un distrito militar de 1775 hasta 1786, y entonces estuvo incorporado como el distrito más grande, Kreis Czernowitz (más tarde también Kreis Bukowina) del Reino de elector austriaco de Galicia y Lodomeria. Tan lejos, el Moldavian la nobleza hubo tradicionalmente formó la clase gobernanta en aquel territorio. El Habsburg emperador Joseph II deseado para afiliar la región con las provincias de la monarquía austriaca (aun así no con el Imperio Romano Santo);  tenga el devastado aterriza colonizado por Danube Swabians, más tarde sabido como Bucovina alemanes. En el mid siglo XIX la ciudad de Sadhora devenía el centro del Hasidic Sadigura dinastía. El proceso de inmigración promovió el desarrollo económico más lejano del multi-país étnico, aunque  quede un remoto oriental outpost del Danube Monarquía.

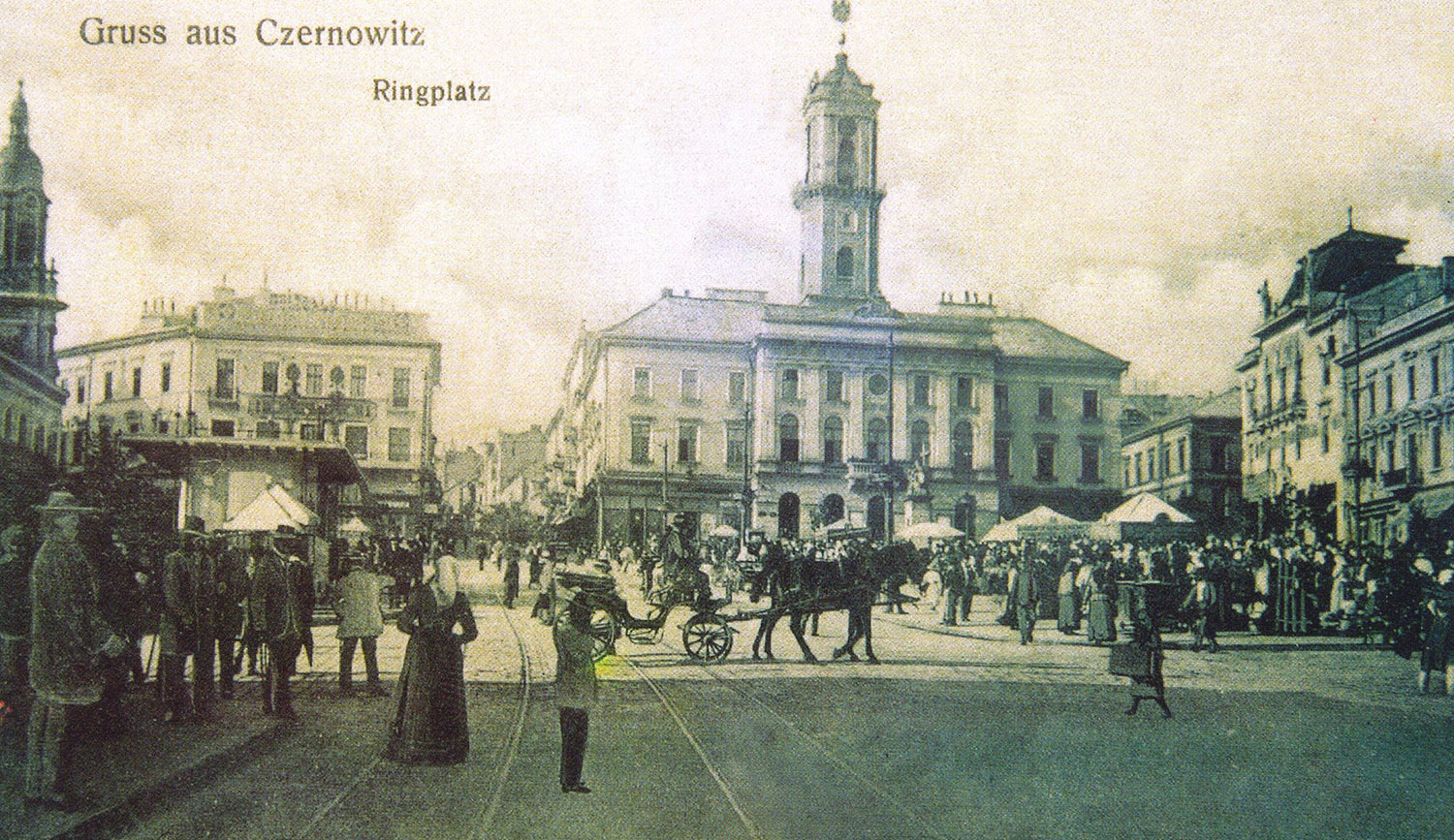
Czernowitz: Ayuntamiento y plaza principales

En 1804, la región devenía parte  del Imperio austriaco nuevamente establecido. Después de la revolución política de 1848, las propiedades instaron al gobierno de Viena para elevar el Bucovina a un estado de la corona separada (Kronland). Con efecto de 4 de marzo de 1849, el anterior Kreis fue declarado Herzogtum Bukowina, un ducado nominal parte del título oficial del emperador austriaco. Esté gobernado por un k.k. Statthalter (stadtholder) nombrado por el emperador, con residencia oficial en Czernowitz desde 1850.
En 1860 Bucovina fue otra vez amalgamado con Galitzia, pero fue restablecido como provincia separada una vez más según de conformidad con la Patente de febrero de 1861 dictada por el Emperador Francisco José I. La tierra de corona restablecida recibió su propio Landtag una dieta que incluía un Landesausschuss, autoridad ejecutiva, organización que duraría hasta que 1918. En 1867, con la reorganización del Imperio austriaco en Imperio Austrohúngaro, el ducado se convirtió en parte  de los territorios de Cisletania.

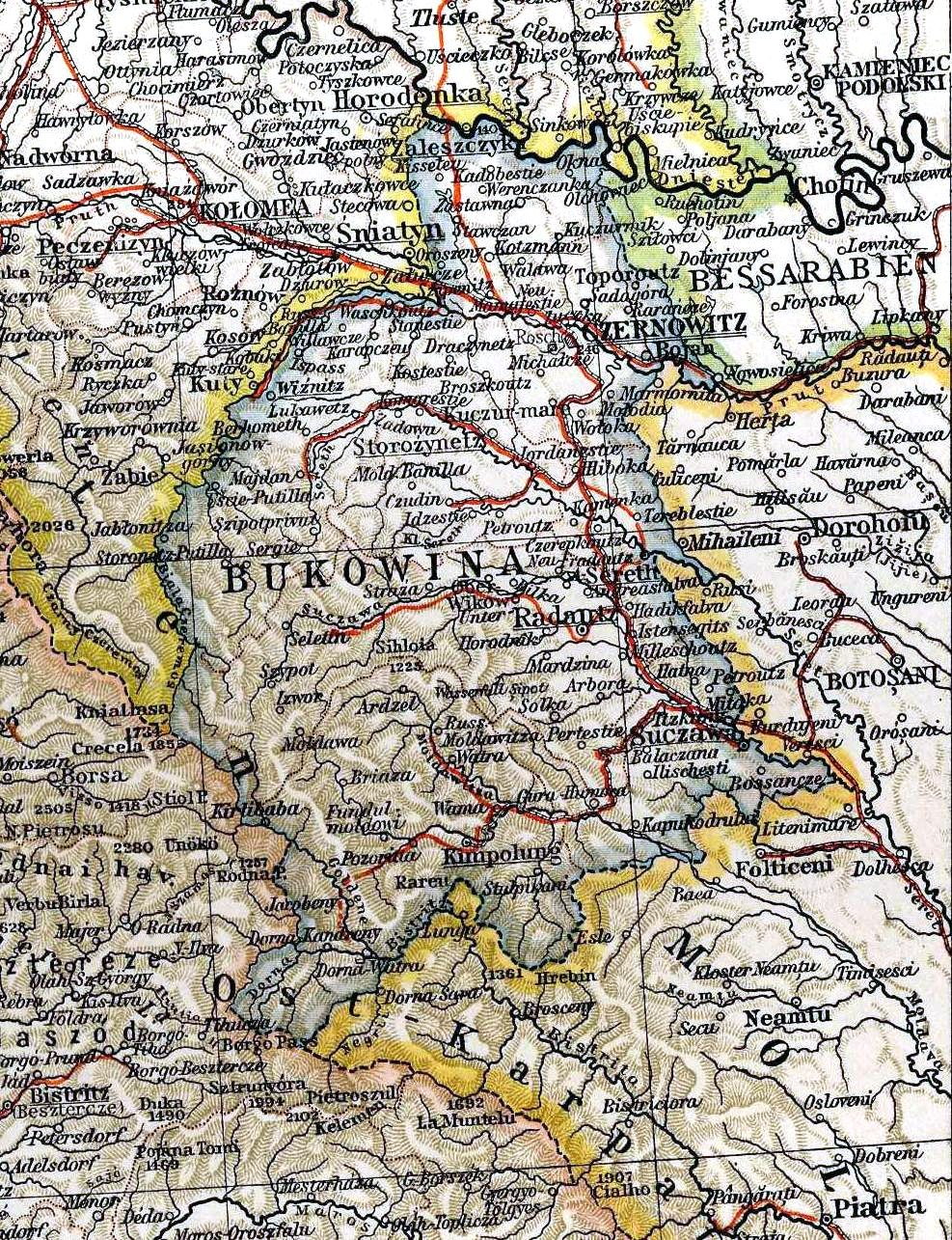
Mapa del ducado en 1901.